# Germplasm Resources Information Network
Germplasm Resources Information Network, zkratkou GRIN, je internetový katalog taxonomie rostlin. O portál se stará National Germplasm Resources Laboratory sídlící v Beltsville v Marylandu v USA. Tento katalog je zahrnut do projektu National Genetic Resources Program, který je koordinován USDA (United States Department of Agriculture). 

## Subprojekty
- National Plant Germplasm System (NPGS)
- National Animal Germplasm System (NAGP)
- National Microbial Germplasm Program (NMGP)
- National Invertebrate Germplasm Program (NIGP)